# Terbutalina (grup musical)
Terbutalina és un grup gallec de garage punk fundat el 2010 a cavall de Muros i Esteiro. El seu estil de música s'autodenomina «gastropunk» i l es seves cançons es caracteritzen per l'humor, l'atreviment, la sàtira i les lletres políticament incorrectes.
Influït per grups com Dead Kennedys, The Sonics, The Cramps, Oblivians o Siniestro Total, ha actuat als festivals Son Do Camiño, Fuzzville i Son Rías Baixas. El seus membres s'encarreguen d'editar-ne els discos i posar-los en baixada gratuïta a internet. El 2014 van guanyar el premi al Millor àlbum en gallec als Premis de la Música Independent pel seu disc A muerte. A més, van merèixer el premi María Casares 2017 a la Millor música original amb la seva col·laboració amb la companyia de teatre Chévere a l'obra Eroski-Paraíso.

## Membres
- Migui – veu principal i guitarra
- Mon – guitarra, veus
- Torres – baix, veus
- Diego – bateria

## Discografia
- Que-de-leite! - 2011 (EP amb tres temes inclosos a Broncodilatador)
- Broncodilatador - 2011
- Hostias para todos - 2012
- Ritmo serbio - 2013
- A muerte - 2014
- Al otomano se le va la mano - 2015
- Sonido Esteiro - 2017
- Espabila Gallego - 2019
- Era Cabra - 2023

### En directe
- Live in Catoira (2011)